# Rivabellosa
Rivabellosa (en euskera Ribabellosa) es un concejo del municipio de Ribera Baja, en la provincia de Álava, País Vasco (España), que a lo largo del siglo XXI ha duplicado ampliamente sus habitantes.
La población cuenta con los edificios oficiales del Ayuntamiento de Ribera Baja: la Junta Administrativa de Rivabellosa y la sede de la Cuadrilla de Añana.

## Localización

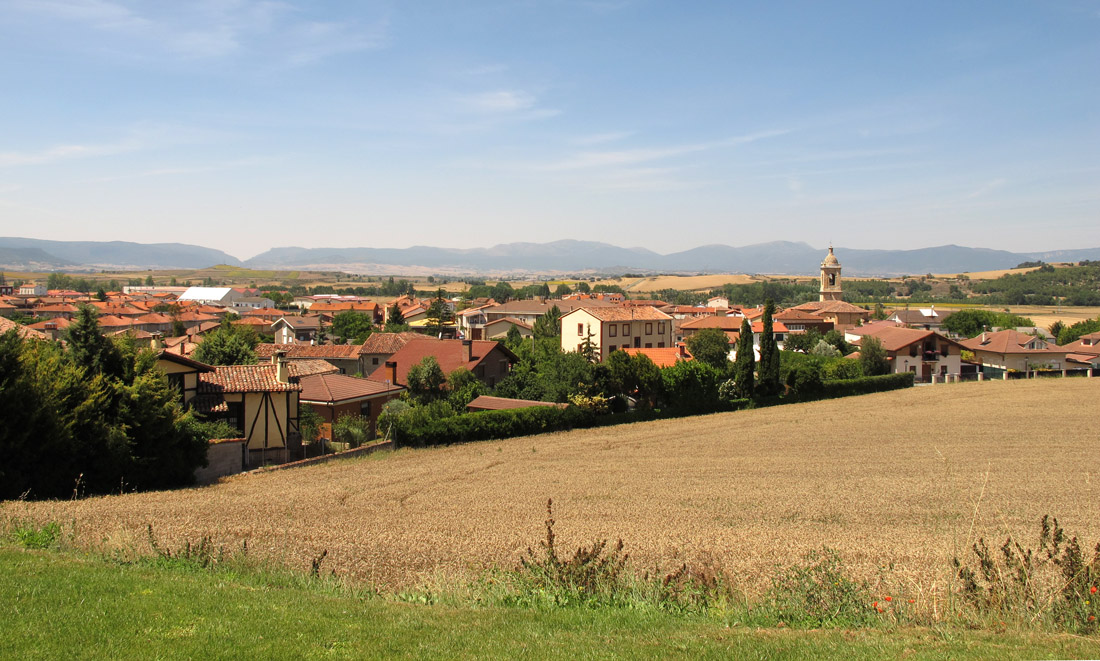
Vista del concejo

Se encuentra bien comunicada, a unos 30 kilómetros de Vitoria por autovía y pegada a la localidad de Miranda de Ebro y sus enlaces de comunicaciones: estación ferroviaria de importancia nacional, conexiones de autopista con Madrid, Zaragoza y Bilbao. La Línea 19 de autobús de la Diputación Foral de Álava comunica la población diariamente con las dos ciudades indicadas.

## Geografía
La localidad es atravesada por el río Bayas y es vecina de Miranda de Ebro, con la cual comparte la rotonda de frontera entre Álava y Burgos, en las cercanías de los polígonos industriales Arasur y Polígono Industrial de Bayas.

## Demografía
| Gráfica de evolución demográfica de Rivabellosa entre 2000 y 2021 |
|                                                                   |
| Población de derecho según los censos de población del INE.       |

## Historia
La primera referencia histórica a Rivabellosa se hace en el año 1025, en la Reja de San Millán como Ripa bellosa, pagando dos rejas. 
Dos hechos reseñables de la historia de la localidad son:
- La reunión de los procuradores de las Hermandades de Álava para aprobar el capítulo del "Cuaderno de Ordenanzas de Hermandades" en el año 1463.[3][4]
- Warren de la Rue montó un observatorio en la zona de Rivabellosa el 18 de julio de 1869 con el fin de inmortalizar el eclipse solar que tuvo lugar en dicha fecha.[3] Las imágenes obtenidas son las primeras fotografías de un eclipse solar de la historia.

Aparece descrito en el decimotercer volumen del Diccionario geográfico-estadístico-histórico de España y sus posesiones de Ultramar de Pascual Madoz de la siguiente manera:

RIBABELLOSA: cab. del ayunt. de Rivera Baja en la prov. de Alava (á Vitoria 5 leg.), part. jud. de Añana (2 ½), aud. terr. de Búrgos (14), c. g. de las Provincias Vascongadas, dióc. de Calahorra (16): sit. en llano; clima saludable; reina el viento N. Tiene 40 casas; escuela de primera educacion para ambos sexos, dotada con 23 fan. de trigo y 200 rs.; igl. parr. (Ntra. Sra. del Rosario) servida por 4 beneficiados, 3 de racion entera y el otro de cuarta; una ermita (San Juan); un paseo con arbolado de chopos, y una fuente: para beber se surten del r. El térm. confina N. Quintanilla; E. Ermiñon; S. y O. Miranda de Ebro: el terreno es de mediana calidad; le atraviesa el r. Bayas, con un puente. caminos: la carretera de Madrid á Francia pasa por las inmediaciones de este pueblo, donde hay una venta: el correo se recibe de Miranda. prod.: trigo, maiz, cebada, vino, cáñamo, lino y patatas; cria de ganado lanar; caza de perdices; pesca de truchas, anguilas, barbos y loinas. ind.: ademas de la agricultura y ganadería hay un molino harinero. comercio: una tienda bastante bien surtida de lienzos, pañuelos, loza y otros art. para el consumo del pais. pobl.: 26 vec., 176 almas. riqueza y contr.: (V. Alava intendencia). Este pueblo es el primero por el lado E. de Miranda de Ebro, de la prov. de Alava en el confin de Castilla, en cuyo lim. se halla una pilastra con varias inscripciones, que denotan el año y reinado en que se construyó la carretera de Madrid por Búrgos á Francia, y los nombres del director y arquitecto de las obras, con mas las armas de ambas prov. colindantes.

En el fuero dado á Miranda de Ebro por D. Alonso IV, y confirmado y ampliado por D. Alonso VII en 1137, se hace mencion de Ribabellosa. En 1463 se juntaron en este pueblo algunos procuradores y diputados, con la asistencia del licenciado PEdro Alonso de Valdivielso, y con acuerdo del doctor Hernan Gonzalez de Toledo, formaron 60 capítulos de ordenanzas para la ordenacion de la santa hermandad de Alava, en virtud de comision de D. Enrique IV, rey de Castilla.
(Madoz, 1849, pp. 451-452)

Décadas después, ya en el siglo XX, se describe de la siguiente manera en el tomo de la Geografía general del País Vasco-Navarro dedicado a Álava y escrito por Vicente Vera y López:

Ribabellosa.—Lugar, cabecera del municipio, con estación apeadero en el kilómetro 460 de la línea de Madrid á Bilbao y situado en la carretera de Burgos á Vitoria, de la cual dista 22 kilómetros. Confina, al N., con VIllabezana; al S., con Ribaguda; el E., con Armiñón, y al O., con Comunión. Tiene 70 viviendas; su población es de 264 personas de hecho y 243 de derecho. Tuvo el fuero de Miranda, dado por D. Alfonso VI y ampliado por D. Alfonso VII, quien concedió a los pobladores 14 solares en Ribabellosa; en dicho privilegio se mencionan tres calles, pues se dice que 6 de los 14 solares se hallan sub calle superiori et octo inter callem de medio et callem inferiorem.

El 11 de Octubre de 1463, se reunieron en este lugar las Juntas generales de Álava, discutiéndose y aprobándose en ellas las célebras ordenanzas que han servido de gobierno á la provincia, consistentes en 60 capítulos que fueron aprobados por el rey D. Enrique IV.

En 1860, para estudiar el eclipse de sol ocurrido el 18 de Junio, eligió el astrónomo inglés Warren de la Rue, una altura próxima al lugar para establecer su observatorio.

La parroquia es de categoría de entrada, bajo la advocación de Nuestra Señora del Rosario, perteneciente al arciprestazgo de La Ribera. Antes estuvo servida por tres beneficiados de ración entera y uno de cuarta parte; tuvo dos ermitas que han quedado arruinadas. Tiene una escuela pública incompleta, á la que asisten los niños de otros lugares, y su población escolar se calcula en 37 niños y niñas.
(Vera y López, 1915-1921, pp. 488-489)

## Monumentos

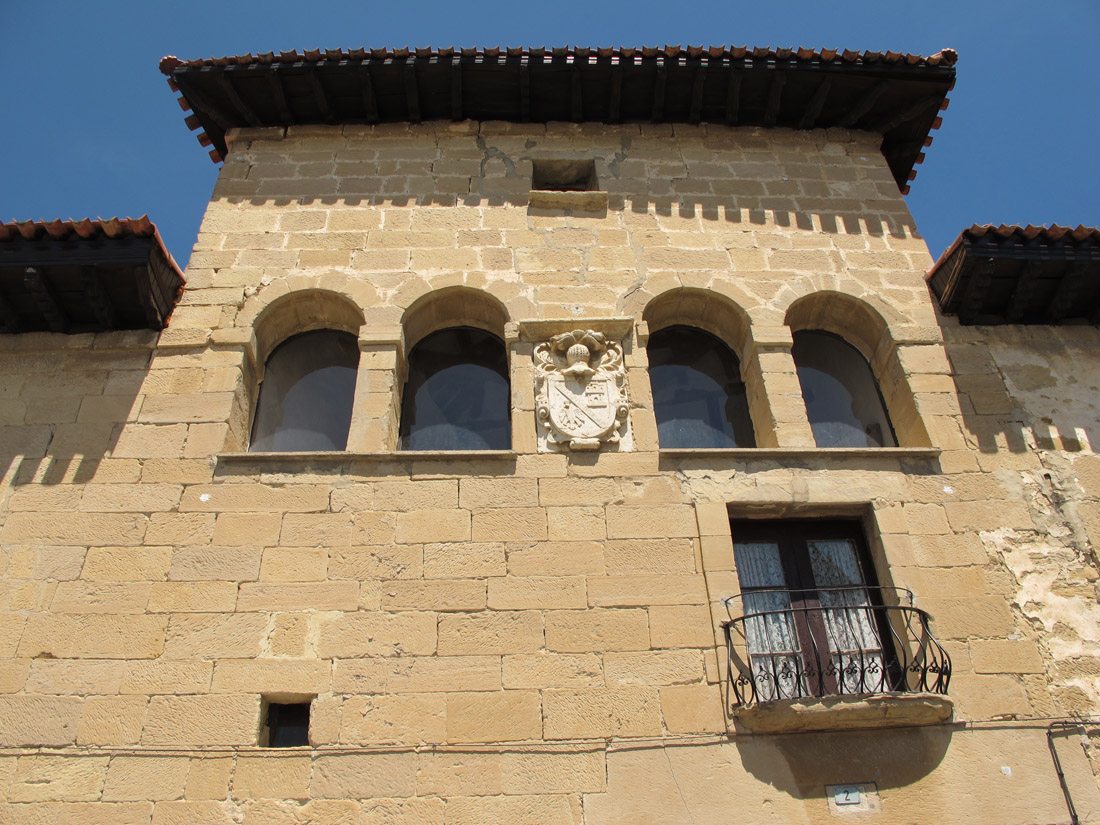
Detalle de la fachada del Palacio Sáenz de Santamaría

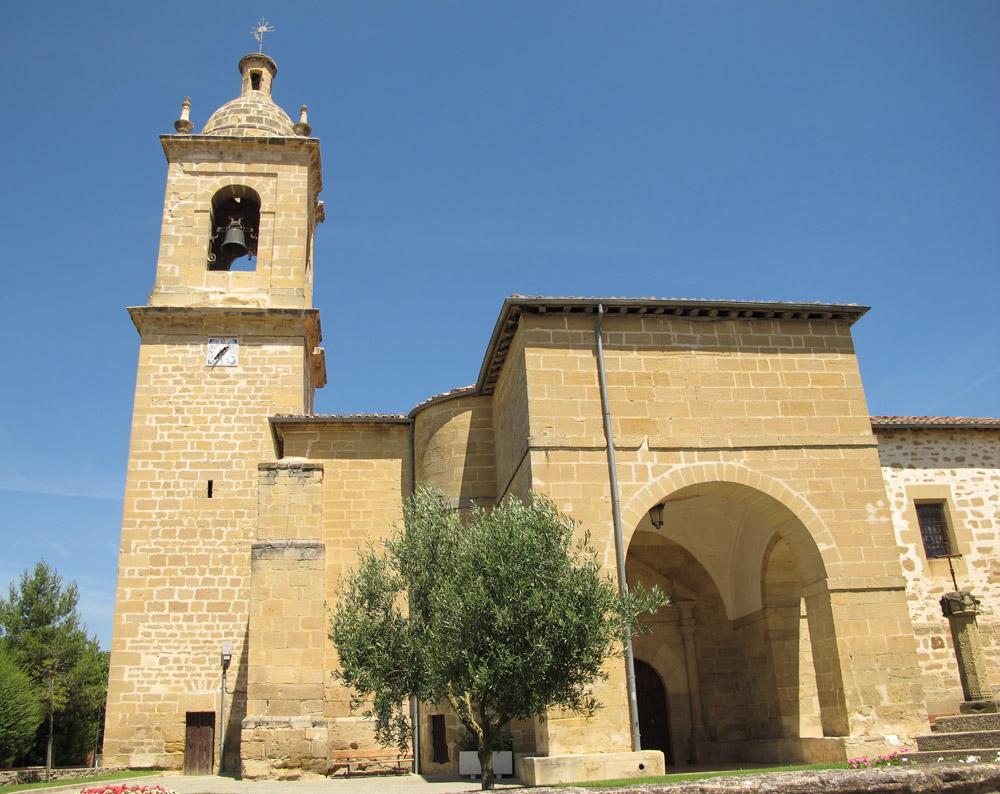
Iglesia de Nuestra Señora del Rosario

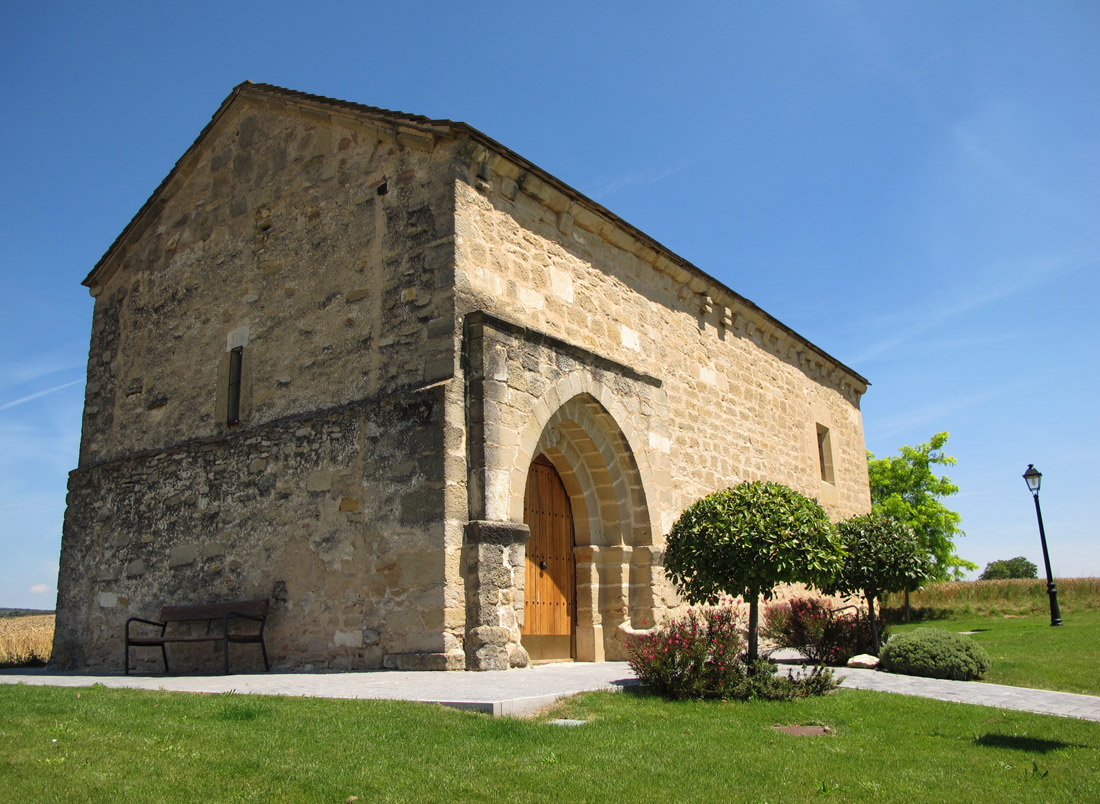
Ermita gótica de San Juan y de la Magdalena

La mayor parte de los edificios más importantes del concejo se encuentran en torno a la Plaza de los Fueros, así como algunos de sus monumentos, como el Palacio de los Sáenz de Santamaría.
El principal edificio religioso es la iglesia de Nuestra Señora del Rosario, construida entre los siglos XVI y XVII, aunque en la parte del pueblo se encuentra la ermita de San Juan y la Magdalena dominando el mismo, cerca del monte de San Miguel, visible desde lejos por estar coronado con la figura de un toro junto a la carretera N-I.